# İbrahim Müteferrika

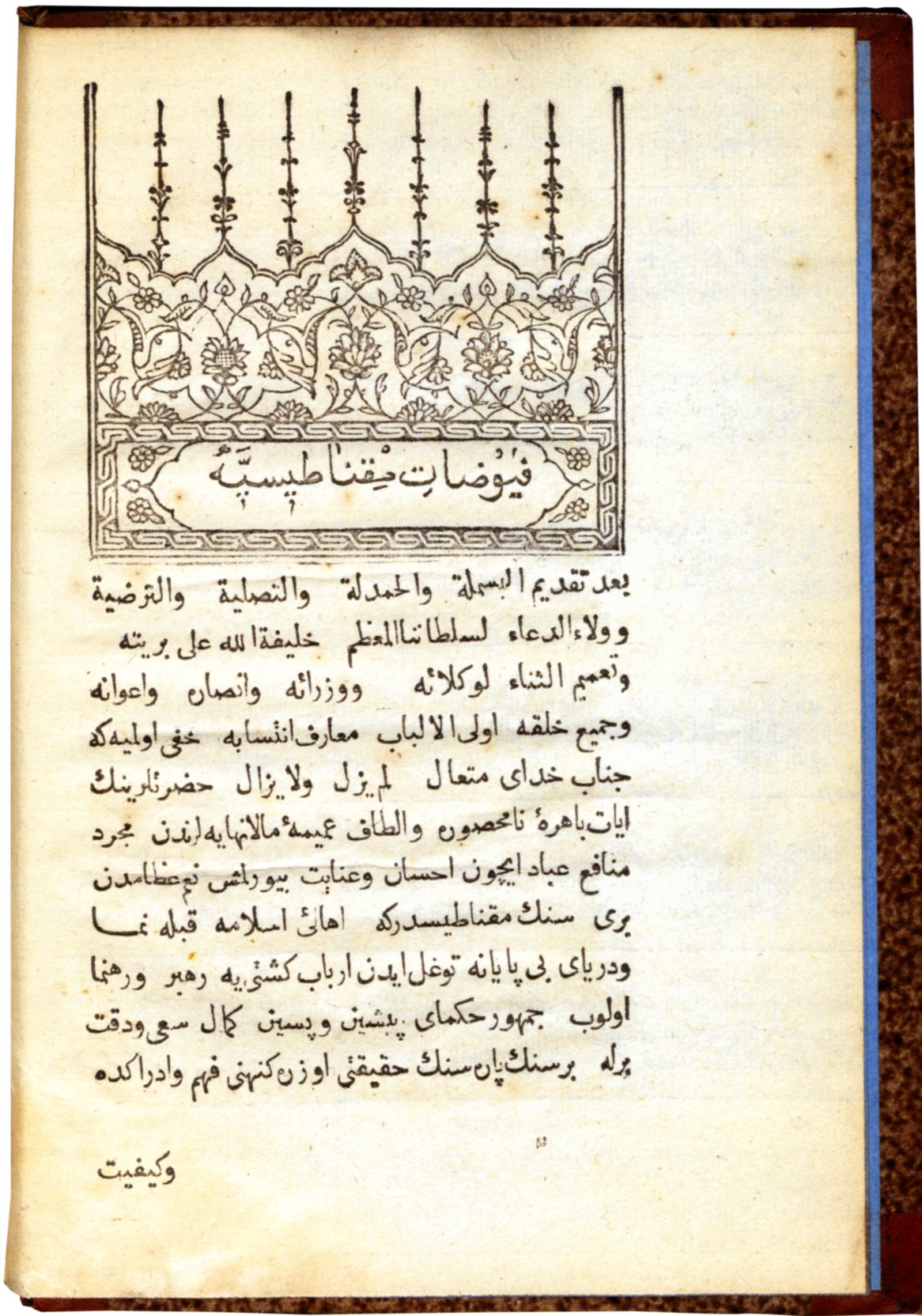
Titelblatt von Müteferrikas Buch Fayudat-i miqnatisiye (Abhandlung über Magnetismus) aus seiner eigenen Druckerei, Istanbul 1732

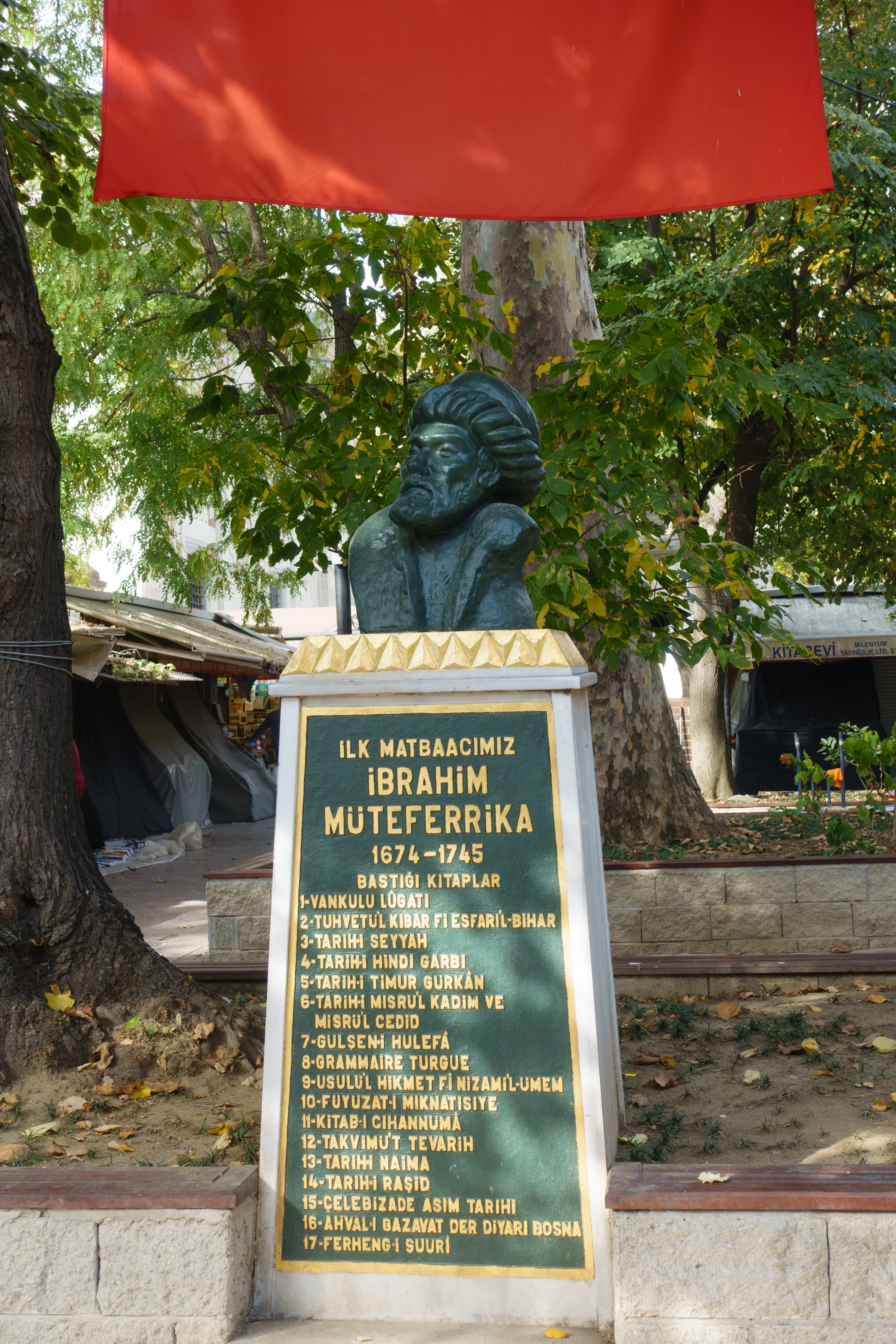
Büste von İbrahim Müteferrika in Istanbul.

İbrahim Müteferrika (* zwischen 1670 und 1674 in Kolozsvár; † 1745) war ein osmanischer Gelehrter und Diplomat ungarischer Herkunft.
Sein ungarischer Name ist nicht bekannt. Wie er an den osmanischen Hof gelangte, ist unklar.

## Diplomatische Karriere
İbrahim Müteferrika sprach viele Sprachen, u. a. Lateinisch, Türkisch, Arabisch, Persisch und Französisch.
Im diplomatischen Dienst unternahm er viele diplomatische Missionen und verhandelte mit Österreich, Frankreich, Russland und Schweden, u. a. war er 1715 als Botschafter in Wien und traf dort Prinz Eugen. 1717 ging er nach Paris.

## Druckerei
1726 beantragte er die Errichtung einer Druckerei und erhielt 1727 von Sultan Ahmet III. die Erlaubnis zum Betrieb einer Druckerpresse zur Erzeugung nichtreligiöser Druckwerke.
1729 nahm er die erste osmanische Druckerpresse in arabischer Schrift in Betrieb. Zuvor hatte es im Osmanischen Reich nur hebräische und armenische Druckereien gegeben.
Das erste gedruckte Werk war Vânkulı Lügatı, ein arabisch-türkisches Wörterbuch. Müteferrika druckte sowohl seine eigenen Werke als auch Übersetzungen wissenschaftlicher und historischer Werke aus dem Lateinischen. Ein weiteres wichtiges Druckwerk war der Cihân-nümâ, ein Weltatlas von Kâtib Çelebi. In lateinischer Schrift druckte er eine französischsprachige Grammatik der türkischen Sprache.
Bis 1742 gab Müteferrikas Druckerei insgesamt siebzehn Werke mit einer durchschnittlichen Auflage von 500 bis 1000 Stücke heraus. Der türkische Buchdruck schlief danach aber wieder ein; auch ein durch die exorbitanten Preise für Manuskripte motivierter Versuch des britischen Diplomaten James Mario Matra, das Drucken in Konstantinopel wieder aufzunehmen, blieb 1779 erfolglos.

## Werke
- Risâle-i İslamiyye
- Vesiletü't-Tıbâa
- Usûlü'l-Hikem fî Nizâmi'l-Ümem
- Füyûzât-ı mıknatısiyye